# Alaun

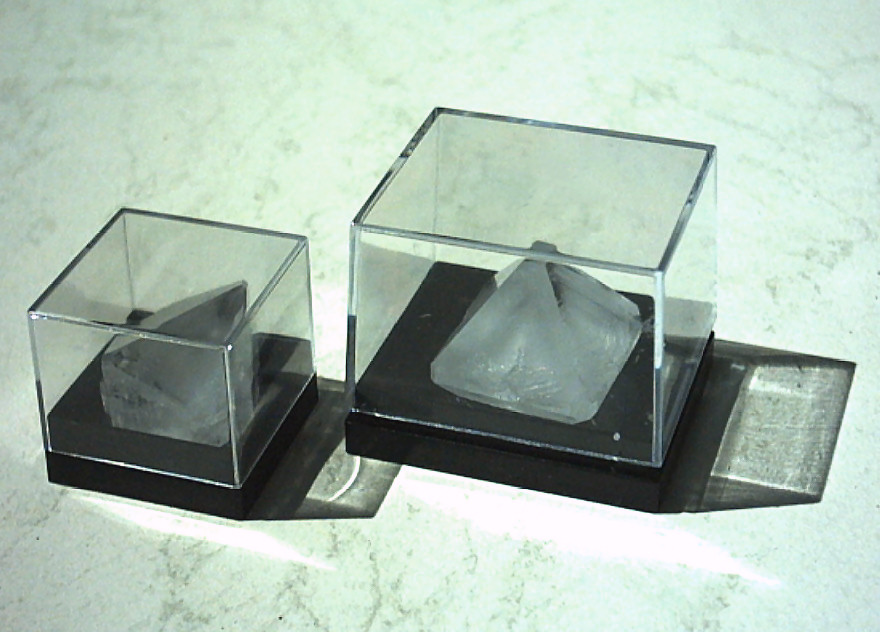
Kali-Alaun sub formă de cristale octaedrice

Alaunul (lat. alumen, franc. alun, engl. alum) este un tip de sare dublă, fiind un sulfat dublu al unui metal monovalent și al unui metal trivalent. În trecut, era considerat alaun numai forma cristalină hidratată a sărurilor duble de potasiu și  aluminiu ( sulfatul dublu de aluminiu și potasiu KAl(SO4)2*12H2O ) legat de 12 molecule de apă. 
Mai nou denumirea de alaun se referă la sărurile de amoniu cu aluminiu, ca și la toate legăturile duble de sulfați de aluminiu, potasiu, și alte metale dintre care cel mai frecvent este cromul, după formula generală MIMIII (SO4)2 unde MI reprezintă cationii metalelor alcaline monovalente cu excepția litiului și taliului, iar MIII reprezintă metalele tranziționale trivalente, cele mai frecvente fiind metalele aluminiu, crom și fier.
Alaunele cristalizează frecvent în sistemul cubic, sub formă de octaedri.

## Utilizare
Alaunul are o utilizare largă, unde însă accentul este axat pe proprietatea sulfatului de aluminiu.
Utilizări mai importante sunt în:
- Industria hârtiei ca adeziv
- Industria de prelucrare a pieilor în tăbăcării cu rolul de albire
- În tipografii, la procesul de fixare a unor coloranți extrași din plante
- În industria textilă la prelucrarea țesăturilor impermeabile
- La fixarea uleiului în procesul de curățire a apei, sau altor fluide
- La producerea creioanelor de oprirea sângerării după bărbierit, sau ca deodorant
- Folosit ca îngrășământ al unor flori de grădină (ex. Hortenzii)
- În Tailanda e folosit în procesul de epurare a apei, prin legarea elementelor în suspensie